# PragerU
PragerU（プラガーユー、英：Prager University）は、アメリカ合衆国の非営利組織。アメリカの保守派または右派の視点から、政治、経済、哲学に関する動画を作成・配信している。トークショーのホスト兼ライターであるデニス・プラガー（Dennis Prager）と脚本家のアラン・エストリン（Allen Estrin）によって共同設立された。

## 概要

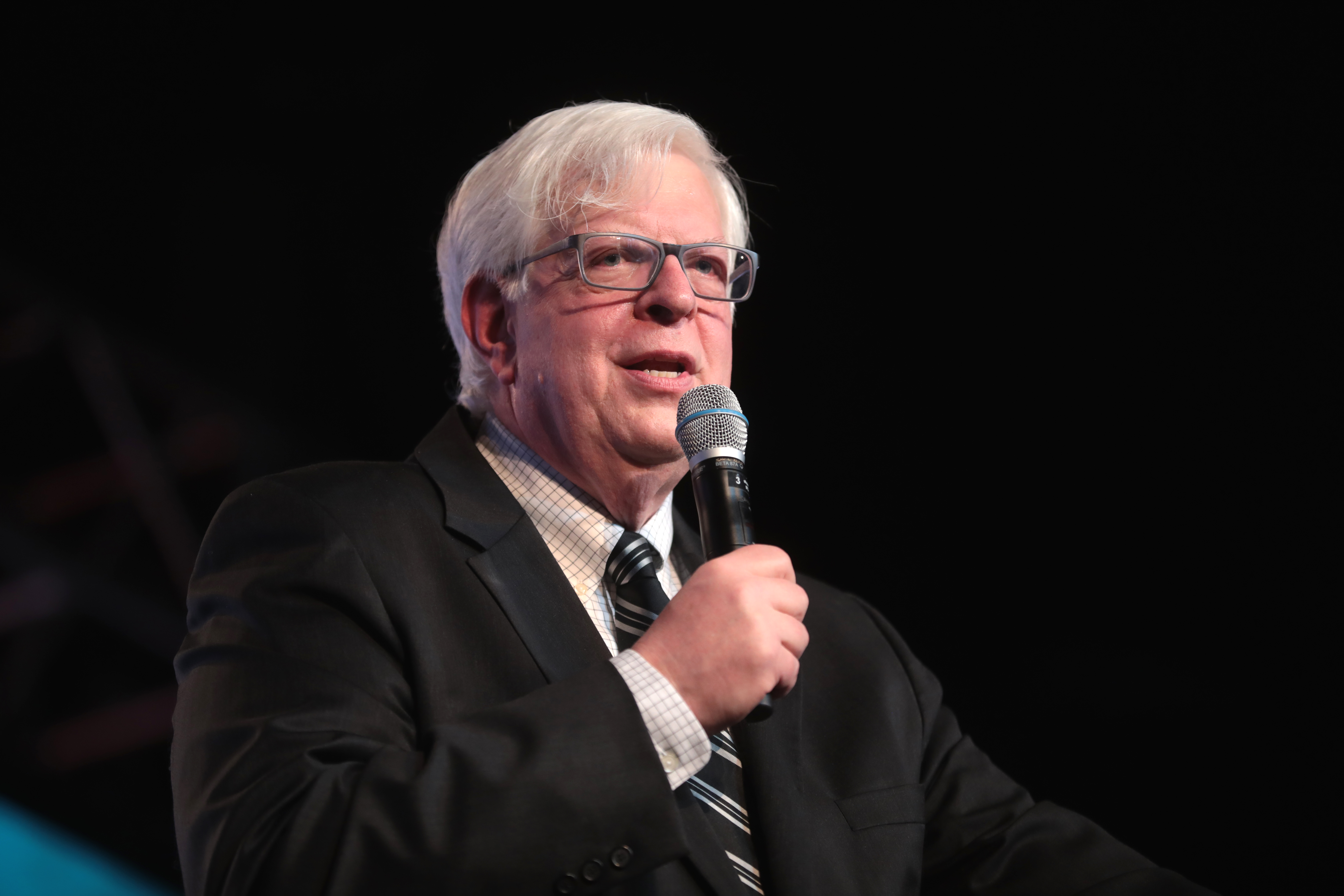
創設者で主宰者のデニス・プラガー（2018年12月19日、フロリダ州ウェストパームビーチでの「2018 Student Action Summit」にて）

2009年設立。カリフォルニア州サンフェルナンドバレーにあり、2018年3月現在、20人以上の職員がいる。「University」と称しているが、認定された学術機関ではない。
動画のスタイルはVox Mediaを保守化させたものと喩えられる。

## 批判

### 気候変動の否定
PragerUは化石燃料を支持し、気候変動を否定する動画を何度も投稿している。
動画はフロリダ州の公立学校のカリキュラムに採用されている。

### 2019年コロナウイルス感染症流行に関連する誤情報
PragerUは、2019年コロナウイルス感染症の流行の脅威を軽視し、スウェーデン方式を引き合いに出してロックダウンは役に立たないと述べている。この主張については「不正確」と判定されている。

### 歴史修正主義
PragerUは人種差別的な修辞法を用いてアメリカの奴隷制を正当化している。また、南部貧困法律センターの調査では、PragerUのYouTubeチャンネルの関連コンテンツに極右と結び付いているものが表示されることも確認されている。

### ビッグ・テックによる「検閲」
PragerUは、Googleのようなビッグ・テックが保守系メディアを「検閲」していると非難し、訴訟を起こしたが棄却された。